# Jean Paul Timoléon de Cossé

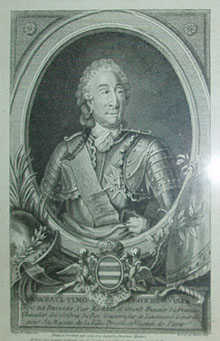
Jean Paul Timoléon de Cossé, Maréchal de France, Anonym, 19. Jahrhundert

Jean Paul Timoléon de Cossé (* 12. Oktober 1698; † 17. Dezember 1780 in Paris) war ein französischer Adliger und Militär. Er war der 7. Herzog von Brissac, Pair de France, Marschall von Frankreich und Gouverneur von Paris.

## Biographie
Jean Paul Timoléon de Cossé war der dritte Sohn von Artus Timoléon Louis de Cossé, Comte de Cossé et de Châteaugiron, Seigneur de La Grézille et d’Ormeilles (1668–1709), der 1700 der 5. Duc de Brissac, Pair de France, wurde, und Marie Louise de Béchameil de Nointel (1660/61–1740), Tochter von Louis Béchameil, Marquis de Nointel, und Marie Colbert, einer Kusine von Jean-Baptiste Colbert.

### 1713–1716: Gegen die Türken
Bereits kurz nach seiner Geburt wurde er Malteserordensritter und 1713 Garde de la Marine; im gleichen Jahr folgte er mit Erlaubnis Ludwigs XIV. dem Ruf des Großmeisters des Malteserordens, Ramon Perellos y Roccaful, und diente drei Jahre auf den Galeeren des Ordens. 1715 nahm er an der Belagerungen von Methoni und Koroni in Morea teil, 1716 an der Belagerung von Korfu, das vom Marschall Matthias Johann von der Schulenburg verteidigt wurde.
Nach seiner Rückkehr nach Frankreich (1717) diente er im Regiment seines Bruders, des Herzogs von Brissac, mit dem er 1719 an der Eroberung von Fuenterrabia und San Sebastián, sowie der Belagerung von Roses teilnahm. 1720 erhielt er eine Kommission als Mestre de camp.

### 1733–1738: Polnischer Erbfolgekrieg
1732 wurde er als Nachfolger seines Bruders Charles Timoléon Louis de Cossé († 9. April 1732) der 7. Duc de Brissac, zudem Pair de France und Grand-Panetier de France.
Im Polnischen Erbfolgekrieg nahm er 1733 an der Belagerung der Festung Kehl teil, 1734 an der Eroberung von Borgoforte, an der Schlacht bei Guastalla und der Belagerung von Mirandola. Am 18. Oktober 1734 wurde er zum Brigadier befördert. Im Oktober 1735 kämpfte er im Gefecht bei Klausen.

### 1740–1748: Österreichischer Erbfolgekrieg
Im Österreichischen Erbfolgekrieg führte er 1741 sein Regiment als bayerische Auxiliartruppe unter dem Oberkommando von Gaspard de Clermont-Tonnerre (1747 Marschall von Frankreich) nach Amberg, wo sie sich mit dem Marquis de Gassion zusammenschlossen, nach Böhmen vordrangen und Prag einnahmen. Am 20. Februar 1743 wurde er zum Maréchal de camp befördert. Am 22. Februar 1744 wurde zum Chevalier de l‘Ordre du Saint-Esprit ernannt. Im gleichen Jahr nahm er an den Eroberungen von Menen und Ypern, sowie der Belagerung von Freiburg im Breisgau teil, 1746 an der Einnahme von Mons und Charleroi. 1747 kämpfte er in der Schlacht bei Lauffeldt. Am 1. Januar 1748 wurde er zum Lieutenant-général befördert. Für ihn folgte die Einnahme von als letzter Kriegshandlung.

### 1756–1763: Siebenjähriger Krieg
Im Siebenjährigen Kriegs kommandierte er unter dem Oberkommando des Marquis de Courtanvaux (später Herzog von Estrées) in der Schlacht bei Hastenbeck (26. Juli 1757) die Kavallerie. Von dessen Nachfolger, dem Herzog von Richelieu, wurde er gegen den Herzog von Braunschweig geschickt, der ihn aber zum Rückzug zwang. In der Folge war er bei allen Aktionen unter Courtanvaux, Richelieu, Clermont und Contades beteiligt – den Marschallstab erhielt er allerdings erst am 1. Januar 1768.

### Letzte Jahre
Er wurde Gouverneur des Aunis nach dem Tod des Marschalls Senneterre († 23. Januar 1771), wurde dann aber am 21. Oktober 1771 zum Gouverneur von Paris (Stadt, Prévôté und Vicomté) ernannt. 1775 trat er von diesem Amt zugunsten seines Sohnes zurück. Er starb am 17. Dezember 1780 in Paris und wurde in Brissac bestattet.

## Ehe und Nachkommen
Jean Paul Timoléon de Cossé heiratete (bereits als Duc de Brissac) am 10. Juli 1732 in Paris Marie-Joséphine de Durey-de-Sauroy (* 1716, † 18. Juni 1756 Paris), Tochter von Joseph Durey-de-Sauroy, Seigneur de Sauroy, de Chamelles, de Gouville, de Montigny etc., und Marie Claire Josèphe d’Estaing, Dame de Terrail. Ihre Kinder sind:
- Louis Joseph Timoléon (* 18. April 1733 Paris; X 29. August 1769), 1749 Oberst, 1756 frz, Duc de Cossé; ⚭ 30. August 1756 Marie Gabrielle Félicité Molé (* 1740; † 1791), Tochter von Mathieu-François Molé, Marquis de Champlâtreux, Seigneur de Méry-sur-Oise, Erster Präsident des Parlements von Paris, und Bonne Félicité Bermard de Coubert, Dame de Méry
- Louis Hercule Timoléon (* 14. Februar 1734; † ermordet 9. September 1792 Versailles), 1756 frz Duc de Cossé, 1780 8. Duc de Cossé-Brissac, Pair de France, Marquis de Thouarcé, Comte de Vihiers, Seigneur de Pontchartrain etc., 1771 Maréchal de camp, 1775–1791 Gouverneur von Paris, 1791/92 königlicher Lieutenant-général; ⚭ 28. Februar 1760 Paris Adélaide Diane Hortense Délie Mancini de Nevers, dit Mancinette († 2. Mai 1808 Neauphle-le-Château, bestattet das.), Tochter von Louis Joules Barbon Mazarini-Mancini, Duc de Nivernais, und Hélène Angélique Françoise de Phélypeaux de Pontchartrain (Haus Mazarin-Mancini)
- Pierre Emmanuel Joseph Timoléon, dit Marquis de Thouarcé (* 15. Februar 1741; † 25. Mai 1756 Paris)